# Twenty★Twenty
Twenty★Twenty（トゥエンティー・トゥエンティー）は、ジャニーズ事務所内のチャリティーユニット。事務所所属タレントやアーティスト等の15組75名が参加する。通称はトニトニ。プロデュースは滝沢秀明元副社長が行う。

## 概要
2013年にジャニー喜多川社長（当時）が2020年東京オリンピックに向けてジャニーズJr.40名によるユニット「Twenty・Twenty」（トゥエンティ・トゥエンティ）を結成する構想を発表したが、2019年にジャニーが死去し、新型コロナウイルス感染症 (COVID-19) の世界的流行の影響でオリンピックも延期となったため、この構想自体消滅しかけていた。しかし2020年5月、COVID-19感染拡大防止の支援活動「Smile Up! Project」の取り組みの一つとして、チャリティーソングを発売する目的で前述のユニット名を受け継いだ総勢75名によるチャリティーユニットの結成が発表された。

## 活動歴
- 2020年5月12日、新型コロナウイルスの復興プロジェクトとして「Twenty★Twenty」の結成をジャニーズ事務所が発表[8]。翌13日の早朝には各マスコミも結成の報道を行った[9]。

## 参加メンバー
所属グループはデビュー順、メンバーはJohnny's net内の各プロフィール記載順。
| 計 75人        | 計 75人      | 計 75人 |
| 所属グループ   | メンバー     | 備考 |
| -------------- | ------------ | --- |
| V6             | 坂本昌行     | 2021年11月1日でグループ解散、森田剛は同日で退所。 2023年5月2日で三宅健が退所。 2023年11月30日で岡田准一が退所。                                                                                        |
| V6             | 長野博       | 2021年11月1日でグループ解散、森田剛は同日で退所。 2023年5月2日で三宅健が退所。 2023年11月30日で岡田准一が退所。                                                                                        |
| V6             | 井ノ原快彦   | 2021年11月1日でグループ解散、森田剛は同日で退所。 2023年5月2日で三宅健が退所。 2023年11月30日で岡田准一が退所。                                                                                        |
| V6             | 森田剛       | 2021年11月1日でグループ解散、森田剛は同日で退所。 2023年5月2日で三宅健が退所。 2023年11月30日で岡田准一が退所。                                                                                        |
| V6             | 三宅健       | 2021年11月1日でグループ解散、森田剛は同日で退所。 2023年5月2日で三宅健が退所。 2023年11月30日で岡田准一が退所。                                                                                        |
| V6             | 岡田准一     | 2021年11月1日でグループ解散、森田剛は同日で退所。 2023年5月2日で三宅健が退所。 2023年11月30日で岡田准一が退所。                                                                                        |
| KinKi Kids     | 堂本光一     | 2024年3月31日で堂本剛が退所。 |
| KinKi Kids     | 堂本剛       | 2024年3月31日で堂本剛が退所。 |
| 嵐             | 相葉雅紀     | 2020年12月31日よりグループ活動休止。 2023年10月25日で二宮和也が退所。 2024年5月31日で松本潤が退所。 |
| 嵐             | 松本潤       | 2020年12月31日よりグループ活動休止。 2023年10月25日で二宮和也が退所。 2024年5月31日で松本潤が退所。 |
| 嵐             | 二宮和也     | 2020年12月31日よりグループ活動休止。 2023年10月25日で二宮和也が退所。 2024年5月31日で松本潤が退所。 |
| 嵐             | 大野智       | 2020年12月31日よりグループ活動休止。 2023年10月25日で二宮和也が退所。 2024年5月31日で松本潤が退所。 |
| 嵐             | 櫻井翔       | 2020年12月31日よりグループ活動休止。 2023年10月25日で二宮和也が退所。 2024年5月31日で松本潤が退所。 |
| NEWS           | 小山慶一郎   | 手越祐也は不祥事による無期限活動自粛中だったため不参加。（その後2020年6月19日に脱退し退所） |
| NEWS           | 加藤シゲアキ | 手越祐也は不祥事による無期限活動自粛中だったため不参加。（その後2020年6月19日に脱退し退所） |
| NEWS           | 増田貴久     | 手越祐也は不祥事による無期限活動自粛中だったため不参加。（その後2020年6月19日に脱退し退所） |
| 関ジャニ∞      | 横山裕       | 2024年2月4日にSUPER EIGHTに改名。 |
| 関ジャニ∞      | 村上信五     | 2024年2月4日にSUPER EIGHTに改名。 |
| 関ジャニ∞      | 丸山隆平     | 2024年2月4日にSUPER EIGHTに改名。 |
| 関ジャニ∞      | 安田章大     | 2024年2月4日にSUPER EIGHTに改名。 |
| 関ジャニ∞      | 大倉忠義     | 2024年2月4日にSUPER EIGHTに改名。 |
| KAT-TUN        | 亀梨和也     | 2025年3月31日でグループ解散、亀梨和也は同日で退所。 |
| KAT-TUN        | 上田竜也     | 2025年3月31日でグループ解散、亀梨和也は同日で退所。 |
| KAT-TUN        | 中丸雄一     | 2025年3月31日でグループ解散、亀梨和也は同日で退所。 |
|                | 山下智久     | 2020年10月31日で退所。 |
| Hey! Say! JUMP | 山田涼介     | 岡本圭人は留学中だったため不参加。（その後2021年4月11日で脱退） |
| Hey! Say! JUMP | 知念侑李     | 岡本圭人は留学中だったため不参加。（その後2021年4月11日で脱退） |
| Hey! Say! JUMP | 中島裕翔     | 岡本圭人は留学中だったため不参加。（その後2021年4月11日で脱退） |
| Hey! Say! JUMP | 有岡大貴     | 岡本圭人は留学中だったため不参加。（その後2021年4月11日で脱退） |
| Hey! Say! JUMP | 髙木雄也     | 岡本圭人は留学中だったため不参加。（その後2021年4月11日で脱退） |
| Hey! Say! JUMP | 伊野尾慧     | 岡本圭人は留学中だったため不参加。（その後2021年4月11日で脱退） |
| Hey! Say! JUMP | 八乙女光     | 岡本圭人は留学中だったため不参加。（その後2021年4月11日で脱退） |
| Hey! Say! JUMP | 薮宏太       | 岡本圭人は留学中だったため不参加。（その後2021年4月11日で脱退） |
| Kis-My-Ft2     | 北山宏光     | 2023年8月31日で北山宏光が卒業し、退所。 |
| Kis-My-Ft2     | 千賀健永     | 2023年8月31日で北山宏光が卒業し、退所。 |
| Kis-My-Ft2     | 宮田俊哉     | 2023年8月31日で北山宏光が卒業し、退所。 |
| Kis-My-Ft2     | 横尾渉       | 2023年8月31日で北山宏光が卒業し、退所。 |
| Kis-My-Ft2     | 藤ヶ谷太輔   | 2023年8月31日で北山宏光が卒業し、退所。 |
| Kis-My-Ft2     | 玉森裕太     | 2023年8月31日で北山宏光が卒業し、退所。 |
| Kis-My-Ft2     | 二階堂高嗣   | 2023年8月31日で北山宏光が卒業し、退所。 |
| Sexy Zone      | 佐藤勝利     | 松島聡は療養中だったため不参加。（2020年8月12日から活動再開） 2020年12月2日からマリウス葉が療養。（その後2022年12月31日で卒業し、退所） 2024年3月31日で中島健人が卒業。 2024年4月1日にtimeleszに改名。 |
| Sexy Zone      | 中島健人     | 松島聡は療養中だったため不参加。（2020年8月12日から活動再開） 2020年12月2日からマリウス葉が療養。（その後2022年12月31日で卒業し、退所） 2024年3月31日で中島健人が卒業。 2024年4月1日にtimeleszに改名。 |
| Sexy Zone      | 菊池風磨     | 松島聡は療養中だったため不参加。（2020年8月12日から活動再開） 2020年12月2日からマリウス葉が療養。（その後2022年12月31日で卒業し、退所） 2024年3月31日で中島健人が卒業。 2024年4月1日にtimeleszに改名。 |
| Sexy Zone      | マリウス葉   | 松島聡は療養中だったため不参加。（2020年8月12日から活動再開） 2020年12月2日からマリウス葉が療養。（その後2022年12月31日で卒業し、退所） 2024年3月31日で中島健人が卒業。 2024年4月1日にtimeleszに改名。 |
| A.B.C-Z        | 橋本良亮     | 2023年12月21日で河合郁人が脱退。 |
| A.B.C-Z        | 戸塚祥太     | 2023年12月21日で河合郁人が脱退。 |
| A.B.C-Z        | 河合郁人     | 2023年12月21日で河合郁人が脱退。 |
| A.B.C-Z        | 五関晃一     | 2023年12月21日で河合郁人が脱退。 |
| A.B.C-Z        | 塚田僚一     | 2023年12月21日で河合郁人が脱退。 |
| ジャニーズWEST | 重岡大毅     | 2023年10月18日にWEST.に改名。 |
| ジャニーズWEST | 桐山照史     | 2023年10月18日にWEST.に改名。 |
| ジャニーズWEST | 中間淳太     | 2023年10月18日にWEST.に改名。 |
| ジャニーズWEST | 神山智洋     | 2023年10月18日にWEST.に改名。 |
| ジャニーズWEST | 藤井流星     | 2023年10月18日にWEST.に改名。 |
| ジャニーズWEST | 濵田崇裕     | 2023年10月18日にWEST.に改名。 |
| ジャニーズWEST | 小瀧望       | 2023年10月18日にWEST.に改名。 |
| King & Prince  | 平野紫耀     | 岩橋玄樹は療養中だったため不参加。（その後2021年3月31日で脱退し、退所） 2023年5月22日で平野紫耀、岸優太、神宮寺勇太が脱退。（平野、神宮寺は同日で退所、岸は2023年9月30日で退所）                       |
| King & Prince  | 永瀬廉       | 岩橋玄樹は療養中だったため不参加。（その後2021年3月31日で脱退し、退所） 2023年5月22日で平野紫耀、岸優太、神宮寺勇太が脱退。（平野、神宮寺は同日で退所、岸は2023年9月30日で退所）                       |
| King & Prince  | 髙橋海人     | 岩橋玄樹は療養中だったため不参加。（その後2021年3月31日で脱退し、退所） 2023年5月22日で平野紫耀、岸優太、神宮寺勇太が脱退。（平野、神宮寺は同日で退所、岸は2023年9月30日で退所）                       |
| King & Prince  | 岸優太       | 岩橋玄樹は療養中だったため不参加。（その後2021年3月31日で脱退し、退所） 2023年5月22日で平野紫耀、岸優太、神宮寺勇太が脱退。（平野、神宮寺は同日で退所、岸は2023年9月30日で退所）                       |
| King & Prince  | 神宮寺勇太   | 岩橋玄樹は療養中だったため不参加。（その後2021年3月31日で脱退し、退所） 2023年5月22日で平野紫耀、岸優太、神宮寺勇太が脱退。（平野、神宮寺は同日で退所、岸は2023年9月30日で退所）                       |
| SixTONES       | ジェシー     | |
| SixTONES       | 京本大我     | |
| SixTONES       | 松村北斗     | |
| SixTONES       | 髙地優吾     | |
| SixTONES       | 森本慎太郎   | |
| SixTONES       | 田中樹       | |
| Snow Man       | 深澤辰哉     | 岩本照は不祥事による 活動自粛中だったため不参加。（2020年7月1日から活動再開） |
| Snow Man       | ラウール     | 岩本照は不祥事による 活動自粛中だったため不参加。（2020年7月1日から活動再開） |
| Snow Man       | 渡辺翔太     | 岩本照は不祥事による 活動自粛中だったため不参加。（2020年7月1日から活動再開） |
| Snow Man       | 向井康二     | 岩本照は不祥事による 活動自粛中だったため不参加。（2020年7月1日から活動再開） |
| Snow Man       | 阿部亮平     | 岩本照は不祥事による 活動自粛中だったため不参加。（2020年7月1日から活動再開） |
| Snow Man       | 目黒蓮       | 岩本照は不祥事による 活動自粛中だったため不参加。（2020年7月1日から活動再開） |
| Snow Man       | 宮舘涼太     | 岩本照は不祥事による 活動自粛中だったため不参加。（2020年7月1日から活動再開） |
| Snow Man       | 佐久間大介   | 岩本照は不祥事による 活動自粛中だったため不参加。（2020年7月1日から活動再開） |

## ディスコグラフィ
|     | リリース日    | タイトル | 順位 |
| --- | ------------- | -------- | ---- |
| 1st | 2020年8月12日 | smile    | 1位  |

|     | リリース日   | タイトル                                        | 形態    | 規格品番  | 順位 |
| --- | ------------ | ----------------------------------------------- | ------- | --------- | ---- |
| 1st | 2022年7月6日 | Johnny's Festival 〜Thank you 2021 Hello 2022〜 | Blu-ray | JAXA-5173 | 1位  |
| 1st | 2022年7月6日 | Johnny's Festival 〜Thank you 2021 Hello 2022〜 | DVD     | JABA-5444 | 1位  |